# شبيكة (حزم العدين)

تعديل مصدري - تعديل

شبيكة محلة تابعة لقرية البراح، التابعة لعزلة الشعاور بمديرية حزم العدين إحدى مديريات محافظة إب في الجمهورية اليمنية، بلغ تعداد سكانها 129 حسب تعداد اليمن لعام 2004.